# Мандарино, Жозе Эдисон
Жозе Эдисон (Эдсон) Мандарино (порт. José Edison Mandarino; родился 26 марта 1941 года в Жагуаране, Бразилия) — бразильский теннисист. Игрок сборной Бразилии в Кубке Дэвиса (двукратный финалист межзонального турнира (1966 и 1971)); победитель теннисного турнира Панамериканских игр (1967) в мужском парном разряде; двукратный чемпион Бразилии (1967, 1970).

## Игровая карьера
Индивидуальная карьера
Эдсон Мандарино, рождённый в бразильском штате Риу-Гранди-ду-Сул сын итальянца и уругвайки, в детстве часто переезжал из одной страны Латинской Америки в другую и начал играть в теннис в шесть лет в Буэнос-Айресе (Аргентина). Мандарино начал выступления в международных любительских теннисных турнирах в 1959 году, в возрасте 18 лет. В следующем году он уже стал финалистом представительного турнира в Майами. В дальнейшем он становился победителем турниров в Кюрасао (дважды), в Мюнхене и в Эшториле (Португалия), а также финалистом в Дюссельдорфе и Буэнос-Айресе. Дважды, в 1967 и 1970 годах, Мандарино выигрывал национальный чемпионат Бразилии.
В 1963 году в паре с другим бразильцем, Томасом Кохом, Мандарино дошёл до четвертьфинала на Уимблдонском турнире, позже дважды повторив этот успех на «Ролан Гаррос». Вместе Кох и Мандарино выиграли золотые медали на Панамериканских играх 1967 года в Виннипеге (в одиночном разряде на этих же играх Мандарино проиграл в полуфинале американцу Гербу Фицгиббону), а также дважды выводили сборную Бразилии в финал межзонального плей-офф Кубка Дэвиса (см. Кубок Дэвиса).
Кубок Дэвиса
С 1961 года Мандарино выступал за сборную Бразилии в Кубке Дэвиса, представляя её как в одиночном разряде, так и в паре сначала с Рональдом Барнсом, а позже с Томасом Кохом. Звёздный час Мандарино в Кубке Дэвиса наступил в 1966 году, когда бразильский теннисист дважды приносил своей команде победу в пятой, решающей игре матчей против фаворитов. Вначале в Испании он обыграл в пяти сетах Хуана Хисберта; существует информация, что ему предлагали взятку за поражение в этой игре, которая позволила бы сборной Испании одержать общую победу в матче, но Мандарино не согласился и вырвал победу для своей команды и путёвку в полуфинал Европейской отборочной зоны. Позже в том же году в матче с командой США он нанёс в решающей встрече поражение Деннису Ралстону, а до этого обыграл Клиффа Ричи, выведя бразильскую сборную в финал межзонального турнира, где она в итоге уступила индийцам. После матча с Ралстоном капитан американской сборной Джордж Макколл назвал игру Мандарино «превосходной», сказав, что Ралстон ничего не смог поделать с ним в четвёртом и пятом сете.
В 1969 и 1970 годах бразильцы с Мандарино доходили до межзонального турнира, но там проигрывали в первом круге (в том числе в 1970 году тем же испанцам), а в 1971 году повторили успех пятилетней давности, выйдя в финал, для чего Мандарино пришлось обыгрывать лучшего чехословацкого теннисиста того времени, недавнего победителя Открытого чемпионата Франции Яна Кодеша. В межзональном финале бразильцы проиграли матч за право бороться за главный трофей сборной Румынии, ведомой Илие Настасе. Всего Мандарино провёл за сборную Бразилии 109 игр (41 победа и 31 поражение в одиночном разряде, 27 побед и 10 поражений в парах). Их пара с Кохом остаётся самой успешной за историю сборной с 23 победами в 32 встречах.

## Дальнейшая жизнь
По завершении игровой карьеры Мандарино, женатый на своей прежней партнёрше по выступлениям в смешанном парном разряде, многократной чемпионке Испании Кармен Эрнандес-Коронадо, поселился в Испании. В 1979 году он был назначен капитаном сборной Испании в Кубке Дэвиса. На этой должности он оставался до 1985 года. В дальнейшем Мандарино занимал пост директора международных турниров, проходивших в мадридских теннисных клубах Clube de Campo (1986—1988) и Chamartin (1989—1995).
Дочь Эдсона Мандарино Кристина (1966 года рождения) и сын Эдуардо (1969) также в молодости играли в теннис, но профессиональной теннисной карьеры не сделали.